# Trang hình trứng ngược
Trang hình trứng ngược (danh pháp hai phần: Kandelia obovata) là loài thực vật thuộc họ Đước, sống trong rừng ngập mặn. Loài này phân bố ở miền nam Trung Quốc (bao gồm cả Hong Kong, Đài Loan) và ven biển miền bắc và miền trung Việt Nam.

Trang hình trứng ngược được chính thức công nhận là một loài riêng biệt tách ra từ loài Trang (Kandelia candel) vào năm 2003.

## Phân bố

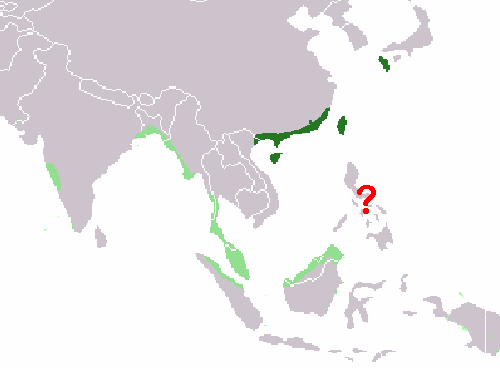
Phân bố của cây trang (màu xanh đậm)